# Jiří Pavel Kafka
Jiří Pavel Kafka (* 2. května 1924 Praha) je český válečný veterán z druhé světové války, plukovník v.v.

## Život
Jiří Pavel Kafka se narodil do židovské rodiny 2. května 1924. Na konci června 1939 se spolu se sourozenci dostal dětským transportem Nicholase Wintona do Anglie, kde o tři roky později vstoupil ve svých 18 letech do Československé armády. Následně byl vybrán do Royal Air Force (RAF), kde sloužil jako palubní střelec a radista u 311. československé bombardovací perutě. Dne 6. června 1944 se zúčastnil jednoho asi desetihodinového hlídkového letu, čímž se de facto zúčastnil vylodění v Normandii. Po válce žil v Československu, Anglii a Izraeli. Po sametové revoluci se přestěhoval zpět do Prahy.
V roce 2021 vystoupil v televizním spotu kampaně Paměti národa, kde vyzýval k důslednému dodržování proticovidových opatření, a tedy i nošení respirátorů. O rok později v rozhovoru pro Echo24 varoval, že pokud Ukrajina zasažená ruskou invazí padne, Putin „půjde dál“. V roce 2023 obdržel od českého prezidenta Petra Pavla medaili Za hrdinství.